# Buổi sáng

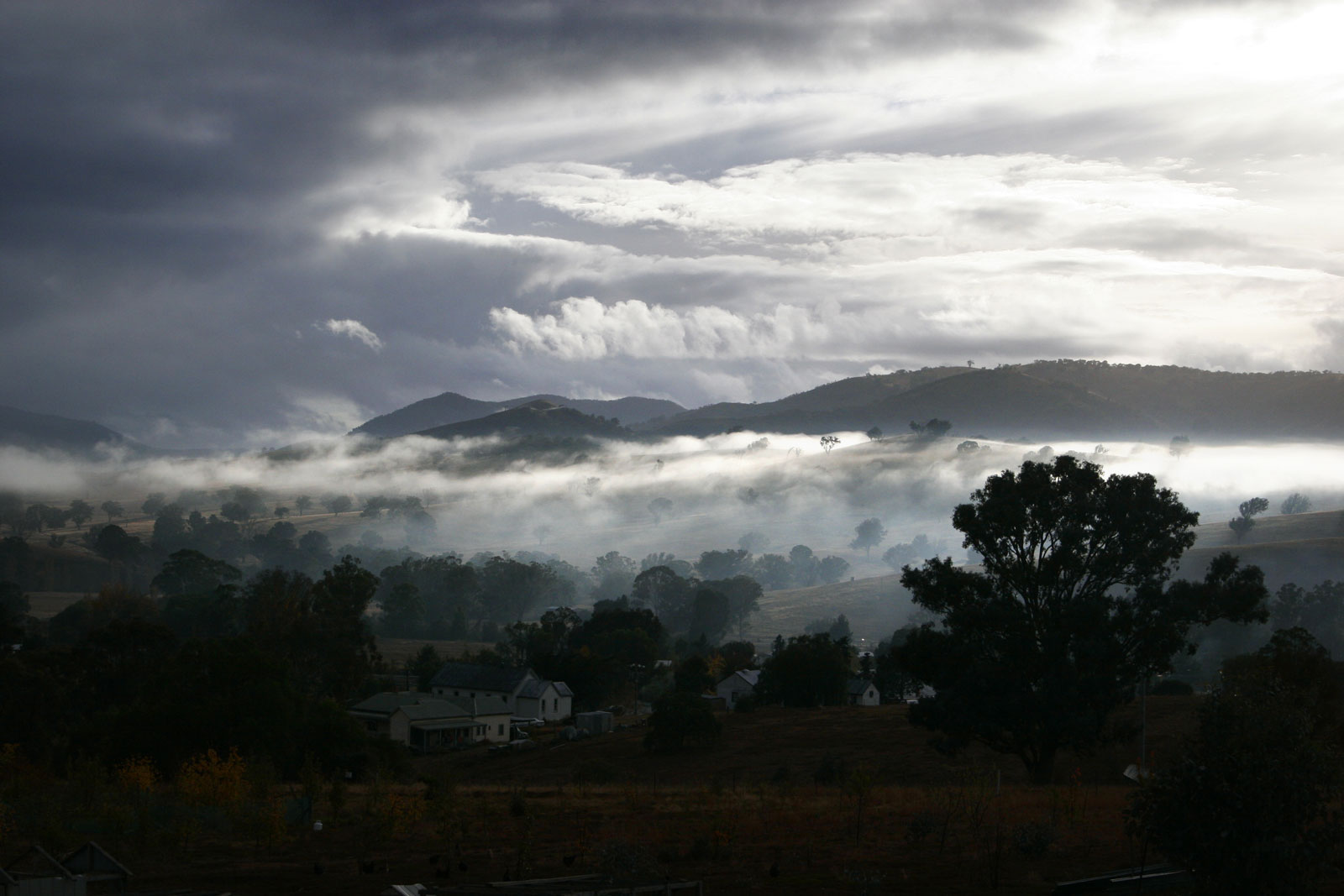
Sương mù buổi sáng trên một ngọn núi.

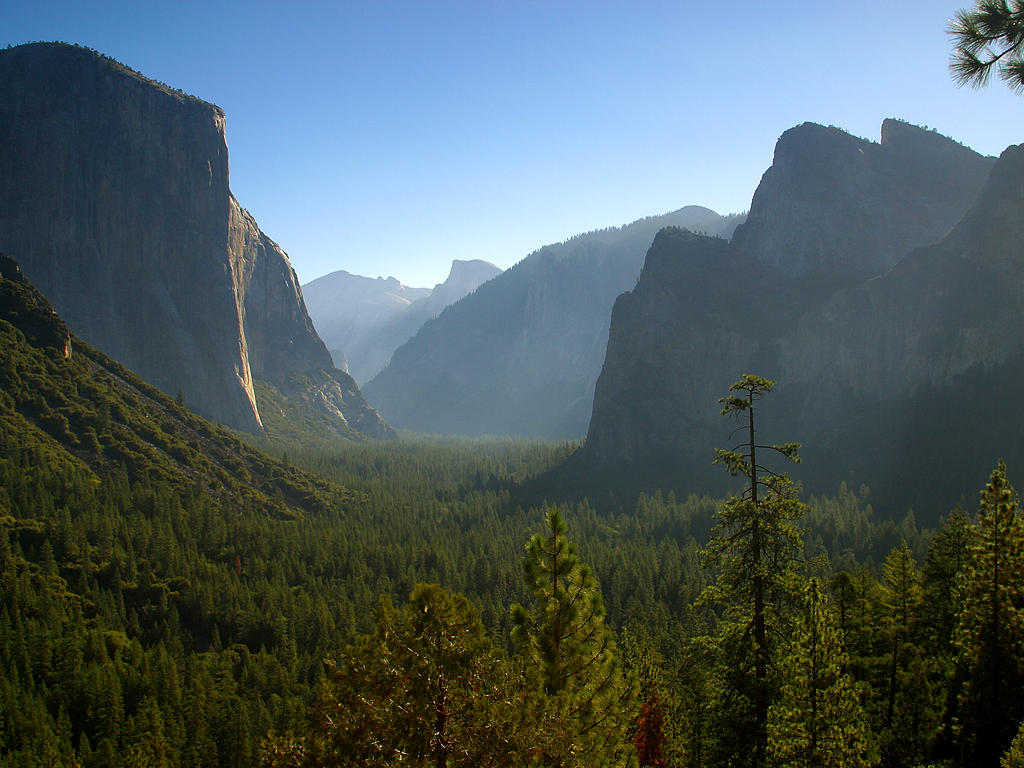
Buổi sáng tại Yosemite.

Việc chích ngừa vắc-xin cúm vào buổi sáng giúp tăng sức đề kháng cao hơn buổi chiều.

Buổi sáng, hay nói đơn giản hơn là sáng, là khoảng thời gian giữa đêm và trưa, hoặc thường là thời gian giữa lúc Mặt Trời mọc và trưa. Buổi sáng diễn ra trước buổi trưa, buổi chiều và buổi tối, do hiện tượng chạng vạng trước khi Mặt Trời mọc (gọi là tảng sáng), trên trời có những ánh sáng yếu ớt do Mặt Trời chiếu lên. Thông thường thuật ngữ này để chỉ lúc mặt trời mọc. Buổi sáng thường bắt đầu lúc 4:00 phút và kết thúc lúc 10:59 phút.

## Thuật ngữ
Thuật ngữ "buổi sáng" (xuất phát từ chữ "morwening" trong tiếng Anh trung cổ) được hình thành từ nét tương đồng với buổi tối sử dụng từ "morn" (trong tiếng Anh trung cổ "morwen"), ban đầu để chỉ sự xuất hiện của mặt trời mọc cũng như buổi tối là mở đầu sự kết thúc của ngày. Từ "morwen" theo thời gian chuyển thành "morwe" và cuối cùng là "morrow", đúng nghĩa từ "buổi sáng", nhưng sớm được sử dụng để chỉ ngày kế tiếp (i.e., "tomorrow"), cũng như trong ngôn ngữ Đức-Anh khác duy nhất hạn chế dùng từ theo cách sử dụng mới hơn. Từ "mañana" tiếng Tây Ban Nha có hai nghĩa trong tiếng Anh: "morning" và "tomorrow", bên cạnh từ "morgen" trong tiếng Đức và Hà Lan cũng để chỉ hai nghĩa trên. Max Weber (Lịch sử kinh tế chung, trang 23) cho rằng cả từ tiếng Anh "morning" và từ tiếng Đức "morgen" đều nghĩa là kích thước của dải đất mà "một con bò có thể cày trong một ngày mà không bị kiệt sức". "Tagwerk" trong tiếng Đức và "a day's work" (một ngày làm việc) trong tiếng Anh cũng đều đồng nghĩa. Một buổi sáng tốt lành trong ý này có thể nghĩa là một ngày cày hoàn hảo.

## Ý nghĩa đối với con người
Buổi sáng thường bao gồm những điều kiện tiên quyết (hầu hết là tầm thường) cho năng suất và cuộc sống chung đầy đủ. Đối với một vài người, từ buổi sáng có thể chỉ khoảng thời gian ngay sau khi thức dậy, không phụ thuộc vào thời gian hiện tại trong ngày. Ý nghĩa hiện đại này của buổi sáng phần lớn là do việc sử dụng điện phổ biến khắp thế giới, bên cạnh các nguồn ánh sáng tự nhiên. Những thói quen nên duy trì vào buổi sáng là uống nước, thay quần áo, tập thể dục, tắm rửa, ăn sáng và lập kế hoạch trong ngày, để cơ thể có được trạng thái tốt nhất cho một ngày mới. Uống nước dứa hay chanh pha mật ong vào buổi sáng rất tốt cho hệ tiêu hóa, giúp đào thải độc tố và ngăn ngừa các vấn đề sức khỏe. Những thói quen xấu vào buổi sáng như nằm lì trên giường, đi vệ sinh hoặc vận động mạnh ngay sau khi thức dậy và bỏ ăn sáng có thể khiến con người giảm thọ. Các nhà nghiên cứu ở Anh cho rằng việc chích ngừa vắc-xin cúm vào buổi sáng giúp tăng sức đề kháng cao hơn buổi chiều.
Buổi sáng có thể là khoảng thời gian được tăng cường hoặc bị giảm năng lượng và năng suất. Khả năng để đánh thức một con người vào buổi sáng có thể bị ảnh hưởng bởi một loại gen gọi là "Period 3". Biến thể dài đang chiếm hầu ở hết con người vào buổi sáng, trong khi những người mang biến thể ngắn thường ưa thích buổi tối hơn.